# 향로봉 전투
1951년 8월 18일부터 1951년 8월 27일까지 대한민국 국군과 미군이 향로봉 북쪽의 924, 884고지를 점령하기 위해 북한군과 벌인 전투

## 배경
향로봉 전투는 1951년 8월 14일부터 동부전선의 미 제10군단과 국군 제1군단이 함께 진행한 ‘포복 작전 (Operation Creeper)’ 중의 한 전투였다. 포복작전은 방어선 개선을 목표로 한 작전으로, 해안분지 동측의 ‘낚시바늘 형상의 능선(J Ridge)’을 탈취하여 해안분지 공격의 발판을 마련한다는 것이었다.
1951년 8월 14일 국군 제1군단은 미 제8군사령관으로부터 미 제10군단과 함께 포복작전을 전개하라는 명령을 받았다. 국군 제1군단의 임무는 ‘낚시바늘 능선’의 줄기와 머리에 해당하는 924고지(향로봉 서북쪽 7km)와 884고지(924고지 북쪽 3km)를 탈취하는 것이었다. 

## 경과
국군 제1군단은 8월 18일 924고지에는 수도사단을, 884고지에는 제11사단을 작전에 투입하였다. 수도사단과 제11사단은 고지에 포탄공격을 버틸 수 있게 요새를 설치한 북한군을 공격하는 동안 많은 사상자를 낳았다. 그럼에도 양 사단은 유엔 해군의 함포지원을 받아 지속적인 공격을 통해 북한군을 격퇴하였다. 수도사단은 23일 08시경에 924고지를 차지하였고, 제11사단은 4번에 걸친 뺏고 빼앗기는 격전 끝에 8월 27일 884고지 일대를 점령하는데 성공하였다. 지속적인 포탄과 화약으로 인해 884고지의 높이가 줄어들었다고 한다.

## 참고 문헌
6·25전쟁사 휴전회담 개막과 고지쟁탈전 (국방부 군사편찬연구소, 2012)
한국전쟁 (국방군사연구소, 1997)
한국전쟁사 제한전선의 격동기 (국방부 전사편찬위원회, 1973)